# Blake Stone: Aliens of Gold
Blake Stone: Aliens of Gold är ett förstapersonsskjutarspel, utvecklat av amerikanska JAM Productions och utgivet av Apogee Software den 5 december 1993. 
Året är 2140. Spelaren iklär sig rollen som den brittiske agenten Blake Stone för att stoppa den ondsinte dr Pyrus Goldfires plan att ta över världen med hjälp av en armé av mutanter. Agent Stones uppgift är att förstöra Goldfires laboratorier och därmed rädda världen från en katastrof.